# Annulus (Haut)
Als Annuli (Einzahl: Annulus, von lat. annulus: Ring) bezeichnet man Hautfalten, die den Körper vollständig oder teilweise umlaufen. Durch die Annuli entsteht eine Ringelung, zum Beispiel bei den Anneliden und Schleichenlurchen. Man unterscheidet bei den Wirbeltieren primäre, sekundäre und tertiäre Annuli. Primäre Annuli verlaufen über den Wirbeln und ihren Bindegewebsplatten (Myosepten), sekundäre und tertiäre Annuli verlaufen zwischen den Myosepten.